# Simtuna landskommun
Simtuna landskommun var en tidigare kommun i Västmanlands län. 

## Administrativ historik
Kommunen inrättades i Simtuna socken i Simtuna härad i Uppland när 1862 års kommunalförordningar trädde i kraft den 1 januari 1863. 
Vid den landsomfattande kommunreformen 1952 gick den upp i Fjärdhundra landskommun. 
Sedan 1971 tillhör området Enköpings kommun.

## Politik

### Mandatfördelning i Simtuna landskommun 1938-1946
| 7 | 7 | 2 | 4 |

| 20 |

| 8 | 6 | 3 | 3 |

| 20 |

| 8 | 7 | 3 | 2 |

| 18 |